# Estadio Alfredo Di Stéfano
Das Estadio Alfredo Di Stéfano ist ein Fußballstadion in der spanischen Hauptstadt Madrid. Die Spielstätte ist Teil des Sportkomplexes Ciudad Real Madrid im Nordosten der Hauptstadt, im neuen Viertel Valdebebas im Stadtbezirk Barajas, nahe dem Flughafen Madrid-Barajas und dem Messegelände IFEMA.
Das Stadion dient Real Madrid Castilla, der zweiten Mannschaft des Fußballvereins Real Madrid, sowie der Frauenmannschaft des Klubs als Heimstätte und trägt den Namen zu Ehren des ehemaligen Fußballspielers Alfredo Di Stéfano.

## Geschichte

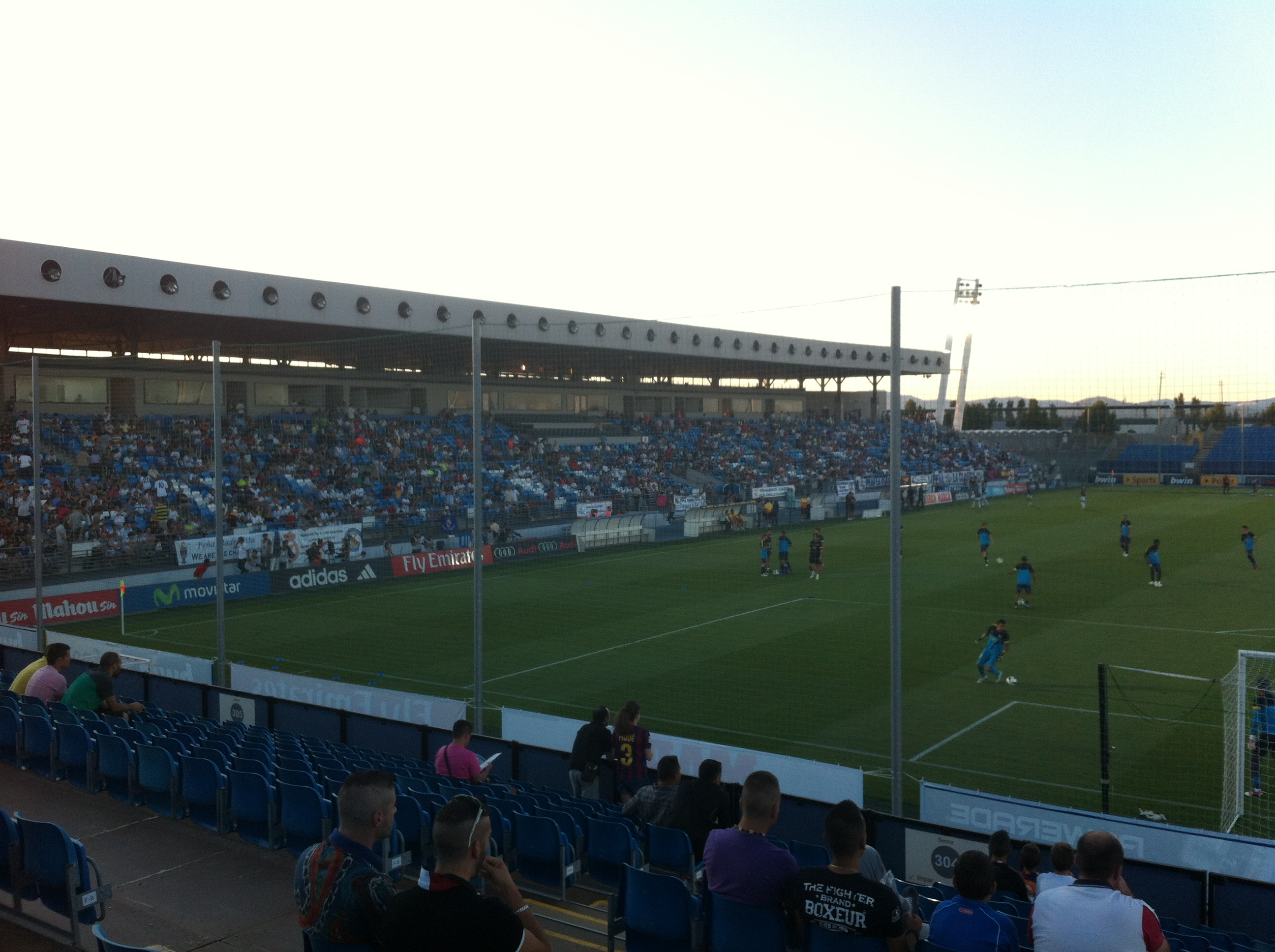
Blick auf die Haupttribüne (August 2012)

Die alte Ciudad Deportiva (deutsch Sportstadt) des Fußballklubs Real Madrid, die 2001 zur Schuldentilgung für ca. 480 Millionen Euro verkauft wurde, beherbergte auch die Wettkampfstätte für die Zweitmannschaft. Als das Stadion im Jahr 2003 der Baustelle der Cuatro Torres Business Area weichen musste, entschloss sich der Klub zum Bau eines neuen Stadions für Real Madrid Castilla. Dieses wurde in der neuen Ciudad Real Madrid (deutsch Real-Madrid-Stadt) am 9. Mai 2006 im Zuge eines Freundschaftsspiels zwischen Real Madrid und Stade de Reims offiziell eröffnet, einem Aufeinandertreffen das gleichzeitig dem 50-jährigen Jubiläum des ersten Europacupendspiels zwischen diesen beiden Teams gedachte. Die Begegnung endete mit 6:1 für die Heimmannschaft, erster Torschütze des neuen Stadions war Sergio Ramos.
2012 wurden neue Tribünen hinter den beiden Toren errichtet, wodurch sich die Kapazität auf rund 8400 Zuschauer erhöhte. Später wurden diese jedoch wieder entfernt.
Durch die Verschiebungen wegen der COVID-19-Pandemie trug die erste Mannschaft von Real Madrid die restlichen Partien der Saison 2019/20 als Geisterspiele im Estadio Alfredo Di Stéfano aus. Im sonst genutzten Estadio Santiago Bernabéu hatten bereits die Umbauarbeiten begonnen und der Verein wollte die Modernisierung ungestört vorantreiben. Auch in der folgenden Saison 2020/21 wurden daher alle Heimspiele der ersten Mannschaft von Real Madrid im Estadio Alfredo Di Stéfano ausgetragen, darunter auch der „Clásico“ am 10. April 2021 gegen den FC Barcelona.

## Daten und Fakten
- Fassungsvermögen: Das Stadion fasst derzeit 6000 Besucher, 4000 auf der West- und 2000 auf der Osttribüne, alle auf Sitzplätzen, ist allerdings für einen Ausbau bis 25.000 Plätze konzipiert.

- Medien: Die Wettkampfstätte beherbergt zwei TV-Sets, 4 Kommentatoren- und 10 Radiokabinen, sowie 28 Plätze für Printmedien.

- Parkplätze: Das Stadion verfügt über Parkplätze für 800 Fahrzeuge sowie für 10 Busse im Gästesektor.

- Öffentliche Verkehrsmittel: In der Nähe des Stadions befindet sich die Station Valdebebas der Linien C-1 und C-10 des Cercanías Madrid. Als öffentliches Verkehrsmittel stehen zudem die Buslinien 171 und 174 zur Verfügung, die die Neubausiedlung Valdebebas mit der Metrostation Mar de Cristal der Linien 4 und 8 bzw. mit der Station Plaza de Castilla der Linien 1, 9 und 10 verbinden.

## Spiele der spanischen Fußballnationalmannschaft
Da aufgrund der COVID-19-Pandemie keine Zuschauer in den spanischen Stadien erlaubt waren, entschloss sich der spanische Fußballverband dazu, die ersten beiden Heimspiele der UEFA Nations League 2020/21 im zentral gelegenen Estadio Alfredo Di Stéfano auszutragen. Am 6. September 2020 feierte die spanische Fußballnationalmannschaft der Männer mit einem 4:0-Sieg gegen die Ukraine ihr Debüt im Di Stéfano.
|                                                       |   |         |           |
| 6. September 2020, UEFA Nations League 2020/21 Liga A |   |         |           |
| Spanien                                               | – | Ukraine | 4:0 (3:0) |
| 10. Oktober 2020, UEFA Nations League 2020/21 Liga A  |   |         |           |
| Spanien                                               | – | Schweiz | 1:0 (1:0) |